# Lois du réveil et du lever
Les lois du réveil et du lever (hébreu : הלכות השכמת הבוקר lois du lever au matin) sont les éléments de la loi juive réglant la conduite du fidèle dès son lever. Elles sont exposées dans les sept premiers chapitres de la section Sentier de Vie des Quatre Piliers et ses commentaires traditionnels.
Jacob ben Asher commence par donner sa propre interprétation de la mishna Avot 5:20.